# Bavorská republika rad
Bavorská republika rad, Mnichovská republika rad či Bavorská sovětská republika (německy Münchner Räterepublik či Bayerische Räterepublik) představovala krátce existující stát na území Bavorska (7. dubna – 3. května 1919). Vznikla jakožto radikální vyústění německé listopadové revoluce poté, co byl 21. února 1919 zavražděn Kurt Eisner, první republikánský premiér Bavorska. Měsíc po svém vzniku byla svržena společnými silami regulérní německé armády a jednotek Freikorps. Její existence posunula politický vývoj v Bavorsku po celou dobu tzv. Výmarské republiky výrazně doprava. 

## Předcházející události
Po porážce Německého císařství v první světové válce došlo ke svržení monarchie a vzniku republiky. Bavorského krále Ludvíka III. z dynastie Wittelsbachů potkal stejný osud jako všechny ostatní německé monarchy. Nejprve 7. listopadu 1918 odešel do Rakouska, den na to byl vyhlášen Bavorský lidový stát a následně 13. listopadu král abdikoval na bavorský trůn. Moci se chopila vláda vedená Kurtem Eisnerem z USPD. Nový kabinet sice netíhl k revolučním myšlenkám, které prosazovali bolševici v Rusku, nebyl ale schopný zajistit základní fungování státních služeb. V zemských volbách v lednu 1919 USPD úplně propadla a z vítězství se radovali konzervativci. Při cestě do parlamentu byl Eisner střelen do zad nacionalistou Antonem Arco-Valley a na místě zemřel. Nástupce Eisnera sociální demokrat Erhard Auer z konkurenční SPD byl obviňován z objednání této vraždy  a následně i na něj byl spáchán neúspěšný atentát. Smrt prvního bavorského premiéra uvrhla Bavorsko do chaosu. Dělníci vyšli do ulic, docházelo k únosům šlechticů, mnichovská univerzita byla nucena zavřít. Novému vůdci SPD Johannesu Hoffmannovi se podařilo 7. března 1919 složit novou koaliční vládu, radikální levice ale již nebyla pod jeho kontrolou.

## Vláda Ernsta Tollera
Nezávislí sociální demokraté a anarchisté v noci z 6. na 7. dubna 1919 vyhlásili na území Bavorska republiku rad (sovětskou republiku). Povzbuzení k akci jim dodaly události z Maďarska, kde v březnu 1919 proběhl úspěšný převrat a vznikla Maďarská republika rad. Revolucionářům svitla naděje na celosvětovou revoluci a propojení proletariátu z Bavorska přes Rakousko a Maďarsko až k bolševickému Rusku. Novým vůdcem země (tzv. prezidentem Ústředního revolučního výboru) se stal Ernst Toller z USPD. Vyzval ke vzniku Bavorské rudé armády, diktatuře proletariátu a nekompromisnímu potlačování všech protirevolučních aktivit. Hoffmannova vláda byla nucena opustit revoluční Mnichov a uchýlit se do Bamberku.
Do 8. dubna se většina bavorských měst jižně od Dunaje přidala na stanu vzbouřenců. Nejednalo se pouze o velká města jako Mnichov a Augsburg, ale i o ta menší jako Memmingen či Dießen. Protiakce na sebe nenechala dlouho čekat. Již 9. dubna se podařilo místním vojákům a studentům sesadit rady ve Würzburgu a Ingolstadtu. V Norimberku zabránila SPD vzniku rady již v úplném počátku. Od 12. dubna měli revolucionáři pod svou kontrolou pouze osu Augsburg-Mnichov-Rosenheim.  

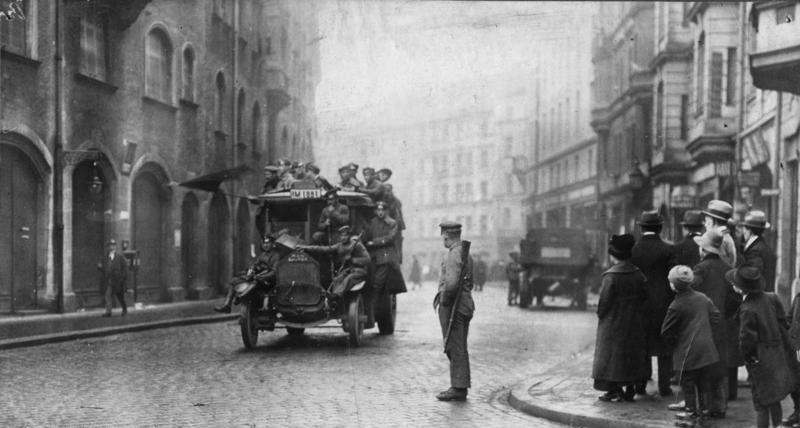
Vojáci bavorské Rudé armády v ulicích Mnichova

Tollerova vláda byla povětšinou tvořena skupinou idealistických intelektuálů, kteří se skutečnou politikou neměli žádné zkušenosti. Samotný Toller byl povoláním dramatik a nazýval probíhající události revolucí lásky. Do vlády s ním zasedli anarchistický spisovatel Gustav Landauer, ekonomický teoretik Silvio Gesell či básník Erich Mühsam. Nejkontroverznější bylo jmenování Franze Lippa na pozici ministra zahraničí. Lipp, který byl předtím několikrát hospitalizován v psychiatrické léčebně, během své krátké doby v úřadu formálně vyhlásil válku Švýcarsku a Württembersku za nedodání 60 lokomotiv a  poslal papeži Benediktu XV. a Leninovi oficiální telegram ohledně zmizení klíčku od toalety na ministerstvu. Dalším totální přešlapem bylo v konzervativním katolickém Bavorsku jmenování kandidáta s židovským vyznáním na ministra školství či bývalého zloděje na post policejního prezidenta Mnichova. Ze slibovaných reforem nezačala vláda pracovat na žádné, takže život plynul v Bavorsku jako před revolucí.
Jednotky věrné vládě v Bamberku se pokusily v Mnichově 13. dubna o puč, ale bez kýženého úspěchu. Vznikající Rudá armáda dokázala ještě téhož dne dostat situaci pod kontrolu. Při bojích zemřelo 21 lidí. Přímou reakcí na puč byla reorganizace vzbouřenců, kdy Tollerova vláda byla rozpuštěna a vznikl akční výbor pod vedením komunistů.

## Vláda Eugena Leviného

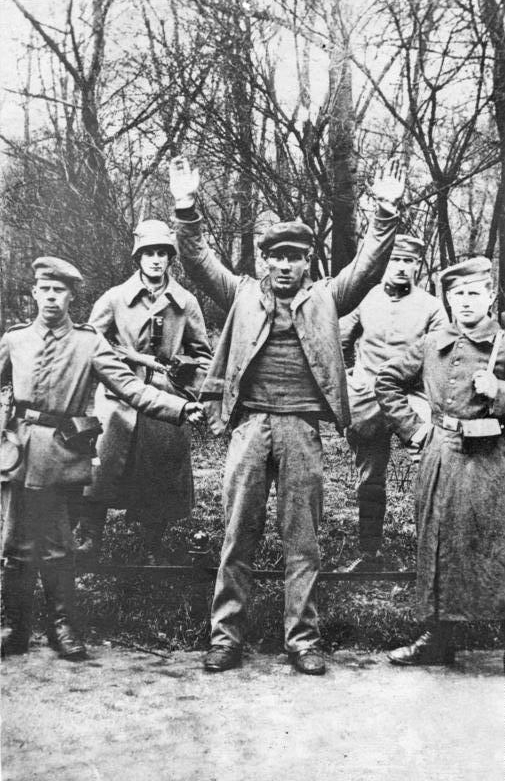
Soustružník Johann Lehner zajatý jednotkou Freikorps krátce před svou popravou

Sociální demokraté s anarchisty byli v čele povstání vystřídáni komunisty. Do čela se postavili ruští bolševici Eugen Leviné a  Max Levien. Oba pocházeli z Ruska, ale německé občanství získali ještě před první světovou válkou. Nová vláda nastolila mnohem tvrdší režim a okamžitě začala s prosazování slíbených reforem. Urychlil se vznik Rudé armády z řad dělníků, která začala zabavovat hotovost, potraviny a zbraně. Došlo k vyvlastnění nemovitého majetku boháčům a jeho předání místním lidem bez domova, dále k cenzuře tisku, privatizaci bank a k zatýkání nepohodlných osob. Vedení továren převzaly rady tvořené dělníky. Veškeré dělnictvo muselo zahájit vojenský výcvik. Komunisté měli v plánu v delším časovém horizontu zrušit peníze a provést radikální reformu školství. Bývalí vůdci povstání (Toller a Landauer) přijali vznik nové rady bez protestů a dále pokračovali v revoluční činnosti. Toller se dokonce stal zástupcem vrchního velitele Rudé armády. Problémy nové rady začaly velice brzy po převzetí moci. Nejpalčivějším se stal nedostatek jídla, a to především mléka, způsobený blokádou města. Komunisté odpověděli na problémy zvyšujícím se terorem a zatýkáním.
K první vojenské bitvě došlo 18. dubna u Dachau, 20 km severozápadně od Mnichova. Rudá armáda pod Tollnerovým velením porazila Hoffmannovy síly čítající 8 tisíc mužů. Po porážce Hoffmannově vládě došlo, že není schopena porazit povstalce pouze s bavorskými jednotkami. Obrátila se do Berlína na ministra obrany Gustava Noskeho s žádostí o pomoc. Vláda v Berlíně souhlasila a v druhé půlce dubna pochodovalo na Mnichov 35 tisíc mužů z Freikorps, nacionalistických jednotek válečných veteránů, kteří sympatizovali s radikální pravicí. Augsburg padl 20. dubna a o pět dní později se Freikorps podařilo obklíčit Mnichov. V nastalé situaci zazmatkoval velitel Rudé armády Rudolf Egelhofer a nechal popravit deset zajatců včetně hraběnky Helly von Westarp a prince Gustava z Thurn a Taxis. 

## Pád Mnichova

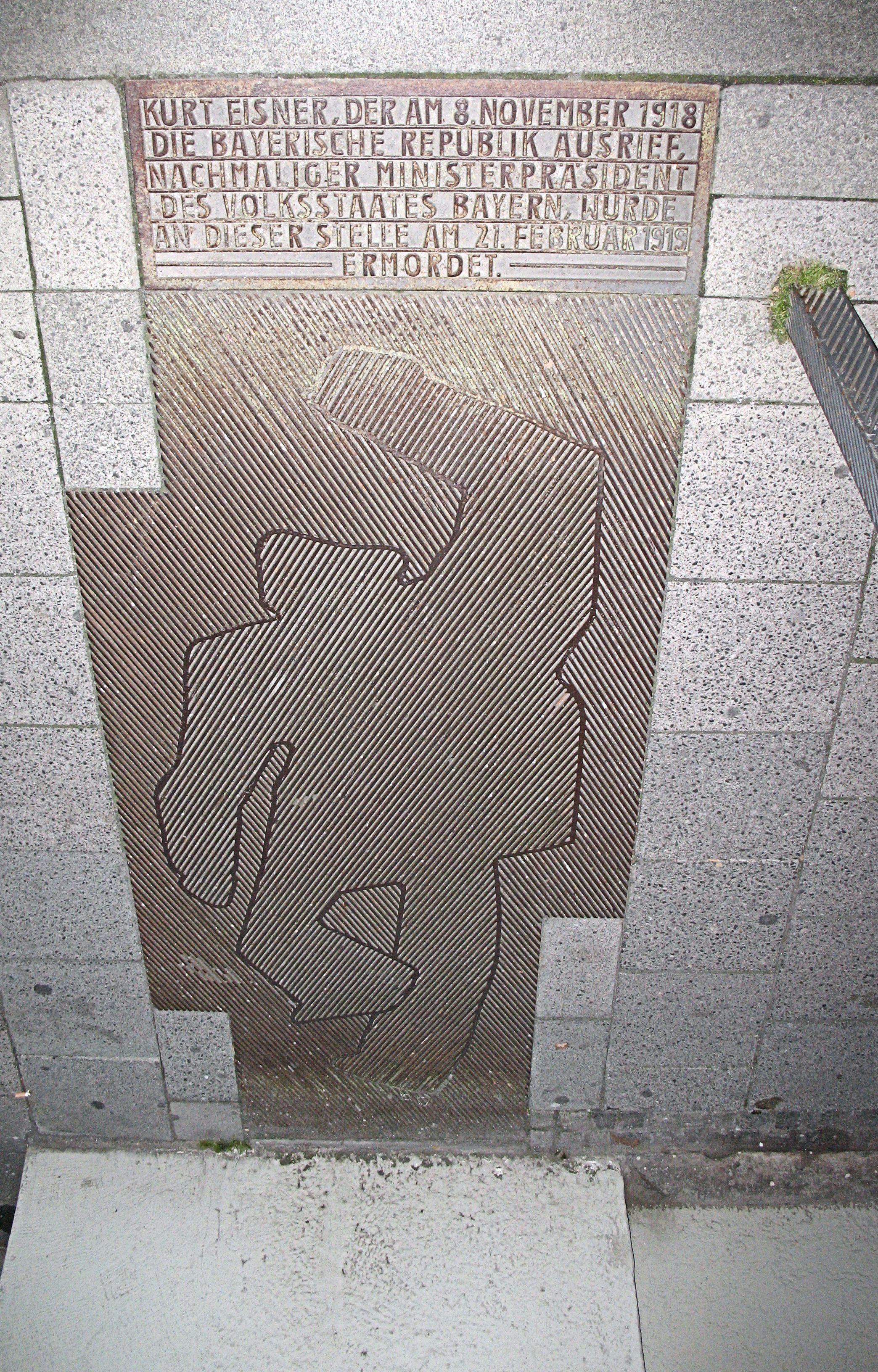
Památník vraždy Kurta Eisnera (místo činu) v Mnichově

Po obklíčení došlo v radě k napětí mezi radikálními sociálními demokraty (Toller) a komunisty (Leviné). Obě frakce uznaly, že obrana Mnichova je zcela beznadějná. Skupina kolem Tollera chtěla vyjednávat s Hoffmannovou vládou a zabránit zbytečnému krveprolití. Komunisté naopak požadovali boj až do konce, který by byl historickým signálem pro budoucí revolucionáře. Tollerova skupina nakonec zvítězila a 27. dubna vznikla nová rada bez komunistů. Jednání s vládou v Bamberku se ale rychle dostala do mrtvého bodu, když Hoffmann odmítl jakýkoliv kompromis a požadoval pouze bezpodmínečnou kapitulaci.
Jednotky Freikorps prolomily obranu města 1. května a začala bitva v ulicích města, kdy se jednotky Freikorps neštítily používat plamenomety, těžké dělostřelectvo či letectvo. Jejich velitel Burghard von Oven prohlásil město jako bezpečné 6. května 1919. Při bojích zemřelo 606 lidí, z toho 233 rudých a 335 civilistů (domnělých povstalců). Armáda s Freikorps měla 38 mrtvých. Povstalečtí vůdci jako Leviné, Egelhofer či Landauer byli krátce poté popraveni a to většinou bez soudu, jiní jako Toller či Mühsam vyvázli s dlouholetými žaláři. Pouze Levienovi se podařilo prchnout ze země. Celkově byla popraveno na 1 000 až 1 200 komunistů a anarchistů a stejný počet se ocitl ve vězení.

## Následné události
Krátká ale velmi trpká zkušenost s vládou proletariátu formovala názor bavorského lidu po celou dobu Výmarské republiky. Konzervativní Bavorská lidová strana těžila ze strastiplných zkušeností a vyhrála s přehledem všechny meziválečné zemské volby. Dalším přímým důsledkem byl nárůst nenávisti vůči Židům. Většina vůdců povstání (Toller, Landauer, Mühsam a Leviné) byla židovského původu a pravicově extremistické kruhy úspěšně používali teorii o mezinárodním židobolševickém spiknutí při volbách.
Z Bavorska se v následujících letech stala základna pravicových polovojenských organizací, které ostře vystupovaly proti demokratické vládě v Berlíně. Po potlačení Kappova puče v roce 1920 se do Mnichova stáhli i vůdci povstání. Vznikla zde organizace Consul, která prováděla úspěšné atentáty na přední představitele státu (např. Rathenau či Erzberger). Dokonce se do čela dostal Gustav von Kahr, který vládl s diktátorskými pravomocemi. K úplnému začlenění Bavorska do Výmarské republiky došlo až v roce 1923 ze vlády kancléře Wilhelma Marxe. 